# 二条良豊
二条 良豊（にじょう よしとよ）は、戦国時代の公卿。関白左大臣・二条尹房の次男。官位は正三位・非参議。

## 経歴
天文18年（1549年）に14歳で元服し、正五位下・左近衛少将に叙せられる。翌年には従三位・左近衛中将に昇進した。
天文20年（1551年）正三位・非参議であった良豊は父・尹房と共に周防国の戦国大名大内義隆の本拠である山口に滞在中に陶隆房の謀叛に巻き込まれ、山口の法泉寺、次いで長門国（現在山口県長門市）の大寧寺に逃れるが、父を陶軍に殺害され、良豊も大内義隆自害後に陶軍に捕われて自害して果てた（大寧寺の変）。墓所は大寧寺の父の墓の隣にある。